# 蒙古征服花剌子模
蒙古征服花剌子模戰爭爆發在1219年至1221年，它標示著蒙古與中古大波斯外交和貿易失敗的結果，也是「蒙古西征」的開始。當時雄踞中亞的「花剌子模王朝」的國境面積相當於印度次大陸的大小。
武力入侵征服花剌子模王朝並非是成吉思汗最初的計劃。《蒙古秘史》記載，成吉思汗曾經寫信給花剌子模最高统治者阿拉烏丁·摩訶末蘇丹，以平等溫和的用詞之禮問候摩訶末，成吉思汗口述：“摩訶末可汗你統治日落地方，我統治日升地方”，言明且以貿易和文化交流，興盛彼此。當時成吉思汗方與西夏言和、正與他眼中的世仇也是強敵的金朝交戰於滿洲及華北。歷史學家大衛·尼科爾認為，土庫曼與其他遊牧民族，彼此多少皆有血緣姻親關係，因此只要貿易順利，在尊重政治及文化的自主性之慣例下，至多納為附庸。該研究也分析，甚至在蒙古侵略中原時，就其觀點視之，早先遊牧民族侵略金朝、宋朝都會有流血事端，花剌子模原本不會有這樣的遺憾出現。
由於蒙古第一次西征帶給了伊斯蘭世界太多的毀滅，自殘存無幾而驚恐的花剌子模王朝人民事後回憶，蒙古兵因「血腥杀戮」（集數十場作戰）開始惡名昭彰；這場不到兩年的國與國的戰爭，實際上不純粹是一個中亞帝國的徹底毀滅，也將成吉思汗的殘忍作戰方式帶到西方：迂迴攻擊；徹底、全面且恐怖，軍隊以武器屠戮民眾。

## 戰事起因
《蒙古秘史》記載：戰爭爆發的近因在於商業糾紛。物資越來越豐富的蒙古在成吉思汗的指示下派出500人規模的駱駝商隊，行經絲路中段的花剌子模王朝境內讹答剌。1218年蒙古商隊中的十餘人被當地土官海尔汗亦纳勒术以從事間諜活動為名加以逮捕（蒙古史料都強調成吉思汗原無西征之意，因此商隊並無間諜，但也有其他史家懷疑部分商隊成員可能兼負探聽花剌子模防務虛實的任務）；蒙古派出以一名穆斯林正使和二名蒙古人副使组成的特使团至花剌子模王朝要求釋放商隊成員並將亦纳勒术交給蒙古究責，但花剌子模國王阿拉乌丁·摩诃末不但不答應，還讓屬下將正使斬首，並烧掉副使們的胡须。噩耗傳回蒙古，戰事遂起。

## 最後戰役與結局
在锡尔河与阿姆河之间的中亚河中地区迅速崛起的花剌子模王朝（1194—1220年）遭遇到蒙古軍團，武力即幾乎被鏟除殆盡。札蘭丁王子尚未來得及繼承花剌子模王朝的摩訶末（1200—1220年在位）的埃米尔之位，隨後在故國西境重整殘兵擊退蒙古軍。成吉思汗聞訊，派遣哲別、速不台率军25000人等火速追擊并发动了一次小西征。1221年春，戰敗的札蘭丁向东往印度河流域地區逃亡，之後到了德里苏丹国庫特布沙希王朝的西部。

## 西致勝的關鍵
蒙古騎兵當時的兵種富分工性，配備和訓練亦稱精實，但與明末在遼寧抵禦後金的明朝關外鐵騎相較，蒙古致勝的基礎實非源於騎兵團的貢獻。蒙古當年西征的基礎，是來自於早年（1211—1216年）與金朝、西夏長年交戰後，所擄獲到的攻城武器和制造这些攻城武器的工匠（抛石机、冲撞机、攻城车等）和所學習到的攻城技巧。西征固然耗資龐大，但據估計，所動用到的兵員約在十萬。研究結果，蒙古軍所持的武器堪稱是當代最先進。而真正武器的發明國金朝與宋朝在實用技巧上則大不如蒙古的靈活。

## 二度西的預告
成吉思汗大軍凱旋回蒙古，留置大部分軍隊驻防中亚河中地区和大呼罗珊：象徵蒙古帝国大军毀滅與併吞其他國家的陰影已然遮蔽了穆斯林世界，正在東征的歐洲基督教十字軍也開始和蒙古人聯絡結盟合力對付伊斯蘭世界。伊斯兰地區的文明與富裕，開闊了蒙古人的世界觀，往後的中東地區和東歐各國在劫難逃。三十年後，成吉思汗之孫旭烈兀捲土重來，镇压了中東地區。原花剌子模王朝所屬的中亞即成為帝國經略中東、東歐及俄羅斯的前哨站。 

### 西征前成吉思汗意識到汗位繼承之事
征服花剌子模王朝戰爭結束後，成吉思汗年事已高。其妻也遂問起“以後如果你不在了，這麼大的國家將由誰帶來治理？”成吉斯汗有四名嫡子，每個都是身經百戰且各有勳業（在玉龍傑赤戰役圍城時，長男朮赤與次男察合臺為了攻取後城池歸誰的問題爆發激烈的衝突，導致兩支蒙古精銳竟屢攻不下這座富裕而精悍的小城）。結果察合臺說出了願意服從仁慈的三弟窩闊臺的原因。成吉思汗一一問了其餘三個兒子的意見，在長男朮赤的尊重和幼子拖雷的支持下，慎重考慮後，三子窩闊臺成為成吉思汗生前屬意的儲君（此例並未演變成往後蒙古擇君的慣例）。成吉思汗猶在世時，曾召四子，說明「折一枝箭，好折；折一把箭，難折」訓誡「團結」道理。
朮赤在封地位於阿尔泰山以西，和锡尔河与阿姆河之间的中亚河中地区的锡尔河以北地方，以此為前提下，于1235—1241年率軍到拓展領土，封拔都汗。朮赤的繼承人拔都及金帐汗国別兒哥汗，在东欧和中欧地區經過蒙古第二次西征及朮赤一脈（有羅斯諸公和钦察人協助）的三代經營下，慢慢恢復了往日的生機。金帐汗国（1219—1502年）也穩固了東歐霸主的地位，直至二百五十年之后後莫斯科大公国崛起灭之，朮赤一系才在東歐政治史上全然退出。

### 兄弟鬩牆
1260年埃及馬木留克王朝君主於史上別具光榮意義的阿音札鲁特战役擊敗了當時留駐西亞的怯的不花所统帅的12000人大軍後（其中僅約5000蒙古军），曾於1258年1月攻佔並掠奪巴格達。當時成吉思汗之孫、拖雷之子旭烈兀汗之所以未能派兵為敗戰的大軍復仇，主因是其皈依伊斯蘭教的堂兄弟別兒哥汗在高加索一帶向旭烈兀發起進攻，否則歷史可能將會改變：即非洲埃及也許會被蒙古帝國征服。
由於別兒哥此時已是伊斯蘭教徒，而旭烈兀則不是，兩者嚴重的分歧導致金帐汗国和伊兒汗國兩汗國之間的戰爭。幾乎與此同時，忽必烈與其胞弟阿里不哥也因爭奪汗位而展開了長達四年的內戰。這些戰爭是蒙古皇族之間第一次大規模的戰爭，最終導致了蒙古帝國的分裂。但追溯而言，自蒙古征服花剌子模及第二代父執輩爭奪大汗寶座起便已埋下遠因。

### 引用
1. 1 2 3  Nicolle, David. The Mongol Warlords
2. 1 2  Morgan, David The Mongols
3. ↑   蒙古歷史拼圖
4. ↑   蒙古秘史
5. ↑  Chambers, James. The Devil's Horsemen